# 那須塩原市立大貫小学校
那須塩原市立大貫小学校（なすしおばらしりつ おおぬきしょうがっこう）は、栃木県那須塩原市上大貫にある公立小学校。

## 沿革

### 年表
- 1874年4月 - 高貫舎（高貫学校）として開校。
- 1877年4月 - 大貫学校と改称。
- 1885年4月 - 大貫小学校と改称。
- 1900年4月 - 箒根村立大貫尋常小学校と改称。
- 1910年 - 校歌制定
- 1941年4月 - 国民学校令により箒根村立大貫国民学校と改称。
- 1947年4月 - 学制改革により箒根村立大貫小学校と改称。
- 1956年9月 - 町村合併により塩原町立大貫小学校と改称。
- 1962年10月 - 現校歌制定
- 1982年4月 - 郡の区域変更により塩谷郡から那須郡へ転属。
- 2005年1月1日 - 市町村合併により那須塩原市立大貫小学校と改称。
- 2012年4月 - 小規模特認校に指定[1]。

## 教育方針
- 教育目標
  - 明るく - 素直で思いやりのある子
  - さとく - 自ら学び共に伸びる子
  - たくましく - 心も体もきたえる子

## 通学区域
通学区域は以下の通りである。
那須塩原市
- 高阿津
- 上大貫
- 下大貫

## 交通
- JR宇都宮線「西那須野駅」より約7.6km